# Malouinière

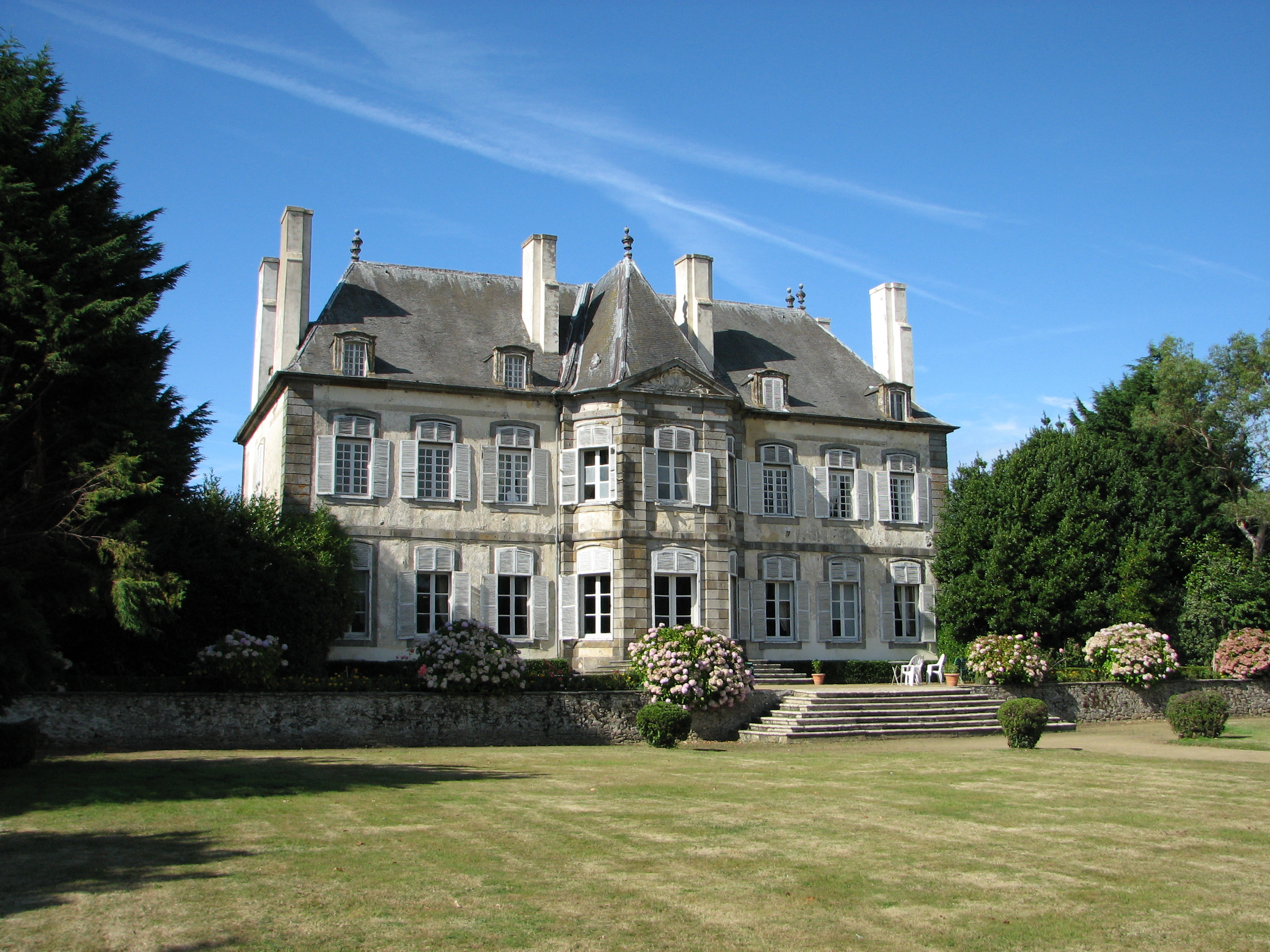
Malouinière de la Chipaudière, à Paramé.

Une malouinière est une vaste demeure de plaisance construite par des négociants et armateurs de Saint-Malo (France) aux XVIIe et XVIIIe siècles. On en compte 112 dans la région.
Le corps de logis central est prolongé de deux ailes qui abritent les services et qui permettent aussi d'éviter une façade trop uniformément étirée, contribuant « à asseoir la composition d'ensemble, en particulier lorsqu'à l'entrée de la cour, chapelle et colombier leur répondent. »
Habitées pour la plupart, plusieurs malouinières sont tout de même ouvertes à la visite, notamment lors des Journées du Patrimoine en septembre.

## Histoire
La prospérité de Saint-Malo date des XVe et XVIe siècles, époque à laquelle commence le déclin de Saint-Servan. Sous les guerres du Roi Soleil, l’aventure maritime de Saint-Malo prend son envol. Dès la seconde moitié du XVIIe siècle, la prospérité malouine amène les riches négociants, capitaines et armateurs à construire des formes architecturales propres qui répondent à leurs besoins de délassement en profitant de l'espace et de la lumière de l'arrière-pays. Après avoir réaménagé les petits manoirs, ils construisent ainsi de nouvelles grandes « maisons des champs » qui symbolisent leur ascension sociale.
La plupart des malouinières (on disait jadis « les malouines » avant que l'ingénieur ordinaire de la ville de Saint-Malo, Picot, baptise ainsi ces demeures en 1703) sont des maisons des champs avec leurs dépendances (chapelles, pavillons d'angles, communs) construites entre 1680 et 1730 dans un rayon de 12 à 15 km autour de Saint-Malo par les armateurs (les « Messieurs de Saint-Malo » qui pouvaient revenir à leurs affaires dans la cité corsaire en moins de deux heures de cheval) insatisfaits de l'espace exigu de la ville « intra-muros » qui développait des odeurs délétères au retour des beaux jours. Ces derniers restaient ainsi à proximité de la sécurité des remparts de la ville en cas de visite impromptue des Anglais, et se délassaient dans ces résidences situées dans le bocage ou sur les bords de Rance mais dont le type architectural renvoyait à leurs hôtels particuliers urbains. Ces derniers leur rappelant leur travail, leurs propriétés rurales ressemblant aux folies des faubourgs urbains étaient par opposition non tournées vers la mer (à l'exception de la Malouinière du Bosc, de La Basse-Flourie, de Montmarin et de Vaulérault) avec l'avancée de la pièce principale qui permettait de jouir d'une vue plus dégagée vers la campagne.
Ces maisons de campagne sont construites d'abord dans les paroisses les plus proches de Saint-Malo, Paramé et Saint-Servan puis dans la presqu'île du Clos Poulet et au-delà, jusqu'à la baie de Cancale et tout le long de l'estuaire de la Rance, sur les deux rives. Les responsables de l'inventaire ont recensé cent douze malouinières subsistant sur près de deux cent édifiées (plusieurs ayant disparu car elles n'étaient plus à la mode au XIXe siècle).
Les historiens s'interrogent encore sur le degré d'attraction qu'a exercé l'investissement foncier sur la bourgeoisie malouine à cette époque, et sur les finalités réelles de cet investissement rural foncier.

## Fonctions
Leurs fonctions principales étaient, pour les armateurs et capitaines qui habitaient dans la ville close :
- villégiature et réceptions (d'où leur nom au XVIIIe siècle de « vide-bouteilles » );
- poste : toutes ces demeures étaient dotées de pigeonniers qui permettaient à l'armateur de communiquer avec les différents ports de France (lorsque l'armement faisait du cabotage, le capitaine lâchait des pigeons quand il arrivait dans un port et l'armateur savait le lendemain que le bateau était arrivé à bon port);
- jardin à la française, composé d'un quadrillage de compartiments (parterre, labyrinthe végétal, bosquet, miroir d'eau, théâtre de verdure, tapis vert, arboretum, saut de loup) et qui produisait une polyculture d'agrément ou de subsistance (d'où la présence de vergers, potagers, étables, basse-cour) que chaque famille ramenait à Saint-Malo intramuros.

## Architecture
La plupart des malouinières sont traditionnellement enfermées dans de hauts murs et peu visibles ou invisibles, tendant à recréer tous les attraits d'un petit domaine champêtre. Les propriétaires privilégiaient la discrétion dans ces havres de paix à la campagne mais affichaient leur réussite sociale en investissant dans de luxueux intérieurs (boiseries sculptées, mobiliers de prix, bibelots exotiques, porcelaines chinoises, tentures indiennes de la compagnie des Indes). Leurs façades d'une longueur relativement restreinte (corps de logis typiquement sur cinq ou sept travées), ont des murs en moellons de schiste granulitique enduits d'un crépi à la chaux. Le granite de Chausey en pierre de taille est réservé aux ouvertures des fenêtres et des lucarnes à l'aplomb des travées, aux angles, aux corniches et aux bandeaux d'étage, ces derniers étant caractéristiques de l'architecture classique nationale, apportée à Saint-Malo par les ingénieurs venus travailler aux fortifications de la ville, notamment Siméon Garangeau. La tradition attribue à ce disciple de Vauban la paternité architecturale de plusieurs de ces résidences de campagne, en raison de leur sobriété et de leur rigueur militaire (façades sévères, précision de l'appareillage, rigueur du rapport entre les pleins et les vides, rareté du décor limité aux ouvertures couvertes d'une plate-bande ou à des détails importés par leurs propriétaires voyageurs, notamment pour les modénatures ou certains dessins de lucarnes). Les grandes toitures à arêtiers et croupes ornées d'épis de faîtage en plomb ou en terre cuite, et cantonnés de hautes cheminées à épaulements enjolivées ou non de volutes et épaulées de contreforts, sont des traits stylistiques propres aux malouinières.
Jusqu’au XVIIe siècle, les ouvertures sont percées selon les besoins. Au XVIIIe siècle, elles sont symétriques et alignées comme dans l’architecture militaire.
La corporation des menuisiers de Saint-Malo qui comptait un ou plusieurs représentants par quartier vivait grâce à la riche clientèle des familles installées dans les malouinières. Les registres de la capitation font apparaître que trois maîtres menuisiers étaient soumis à l'impôt en 1701. La corporation ne cessa de se développer et, en 1725, on compte encore onze membres actifs.

## Malouinières notables

### La Ville Bague

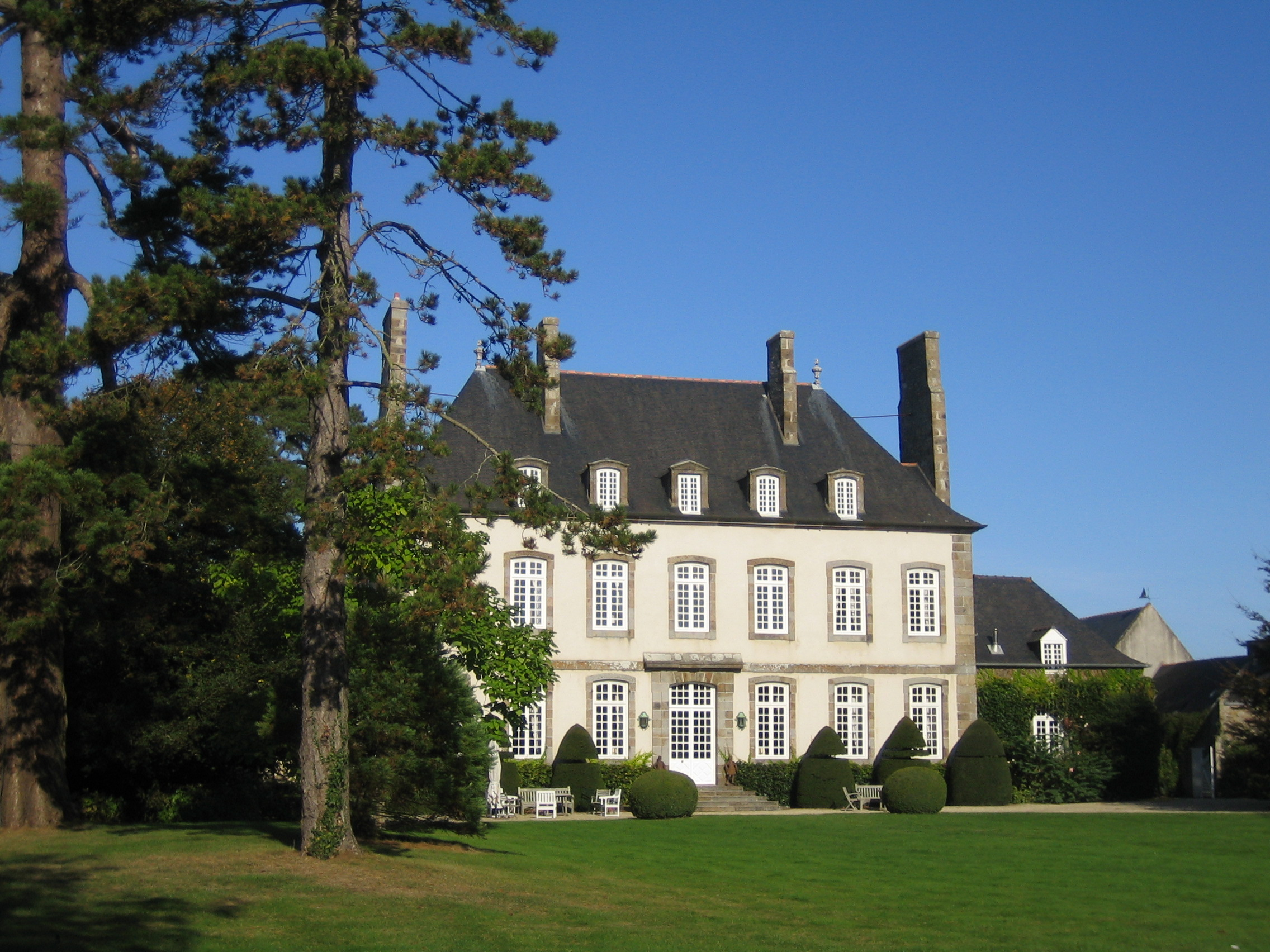
La malouinière de la Ville Bague

La malouinière de la Ville Bague (Saint-Coulomb) fut construite en 1715 par Guillaume Éon, issu d’une famille de riches négociants malouins qui avaient ouvert de nombreux comptoirs à l’étranger et notamment à Cadix.
Un manoir plus modeste se tenait à l’emplacement de l’actuelle malouinière, le pigeonnier, la chapelle et les murs d’enceinte sont donc antérieurs (1666).
À la Révolution française, la maison fut abandonnée par ses propriétaires.
Propriété successive des familles Éon (en 1670), Magon[Lequel ?] seigneurs de la Chipaudière (en 1676), Éon (en 1776). En 1768, Julie Marie  Éon du Vieux Chastel épouse Jonathas de Penfentenyo, Marquis de Cheffontaines. Le marquis de Cheffontaines devient propriétaire de la ville bague en 1789. Après la révolution, la propriété passe à la famille Esnoul Le Sénéchal qui l'occupe de 1892 à 1946.
Le domaine a été morcelé il y a vingt cinq ans mais l’allée centrale menant à la pièce d’eau a été conservée, ce qui protège l’effet de perspective du jardin actuel. 
Le papier peint du grand salon date de 1820 (manufacture Dufour et Leroy) et représente l'arrivée de Francisco Pizarro chez les Incas. Exemplaire exceptionnel, ce panoramique est classé Monument historique. 
La malouinière de la Ville Bague propose une visite guidée du parc, de la chapelle, du pigeonnier ainsi que de l'intérieur avec les salons, de la salle à manger et du hall d'entrée.

### Autres malouinières
- Malouinière de la Balue, à Saint-Malo (XVIIIe siècle), abrite aujourd'hui le lycée Jacques-Cartier, construite par Luc Magon de la Balue, le petit-frère de François-Auguste Magon de la Lande, en 1715, sur la métairie de la Blinais, apportée en dot par sa femme Hélène Porée, qui donnera son nom à leur fils Jean-Baptiste Magon de la Blinais.
- Château de Beauchêne, à Langrolay, classique début XVIIIe siècle, édifiée sur les ruines de l'ancien château par le navigateur malouin Gouin de Beauchêne qui découvrit l'une des Malouines (Île Beauchêne) près de la Terre de Feu.
- Malouinière du Bosc, à Saint-Jouan-des-Guérets, construite entre 1715 et 1718.

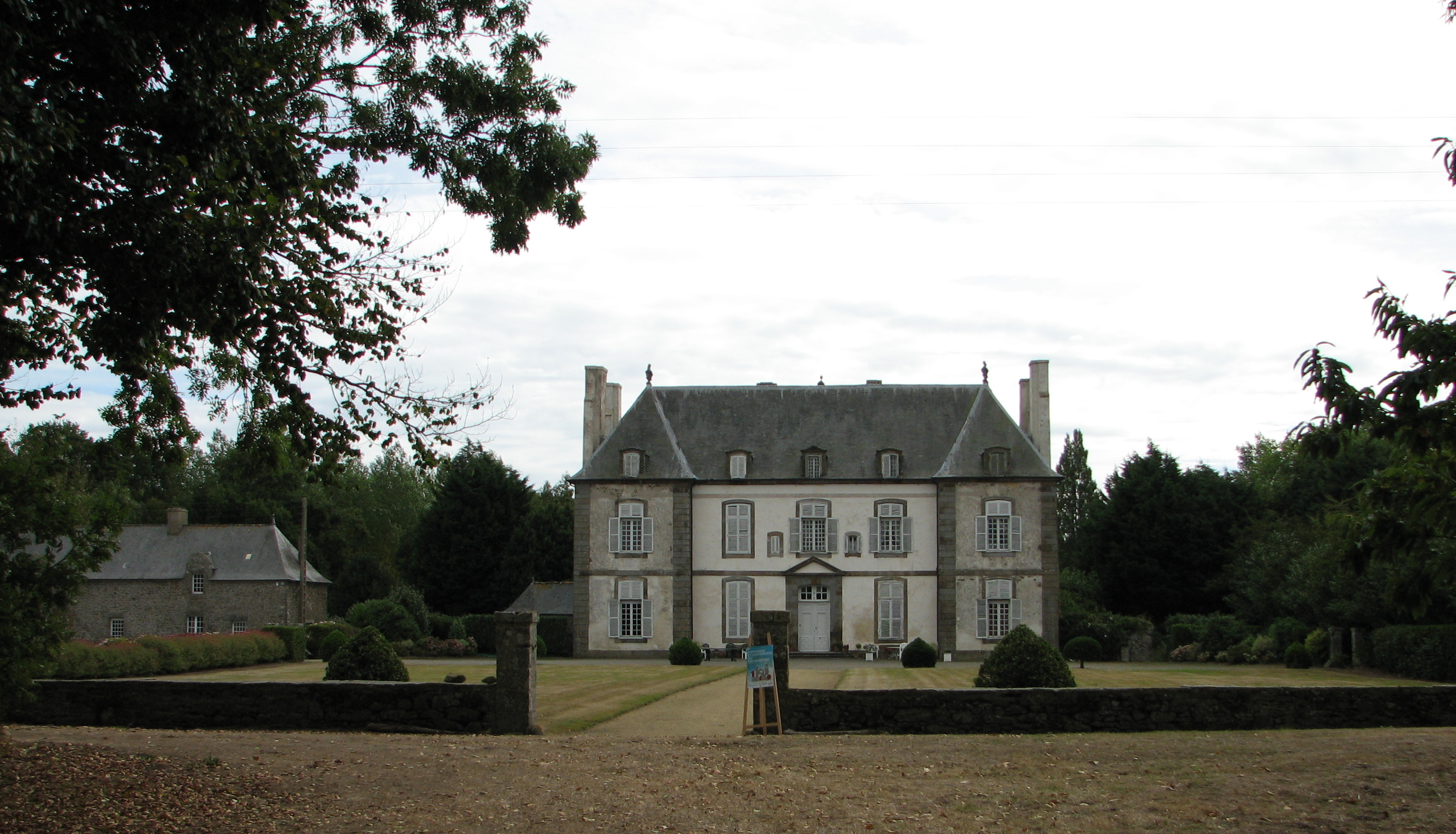
Malouinière de la Chipaudière

- Malouinière de la  ChipaudièreMalouinière de Château Doré, à Saint-Malo (XVIIe siècle). L'une des premières malouinières dont la construction pourrait être attribuée à la famille d'armateurs Magon[Lequel ?]. L'architecture laisse supposer une construction des années 1660. La sobriété, la symétrie de l'architecture, le bandeau dessiné sur l'enduit annoncent l'architecture des malouinières. L'intérieur conserve d'origine le grand escalier et la cheminée de la cuisine. Le parc présente toujours des communs, un puits, un jardin, les murs de clôture et une rabine d'accès.
- Malouinière de la Chipaudière, l'une des plus vastes malouinières de la région, avec une superficie de 4 hectares et des dimensions de château, classée Monument historique, construite entre 1715 et 1720 par François-Auguste Magon de la Lande, armateur et corsaire sous Louis XIV, puis directeur de la Compagnie des Indes orientales, et l'un des plus puissants armateurs de la ville au temps de la splendeur de Saint-Malo
- Malouinière du Demaine (Le Mur Blanc), à Saint-Méloir-des-Ondes. Construite vers 1730, très probablement par la famille Dufresne (corsaires et armateurs), sur un plan classique à cinq travées. Le décor intérieur, très soigné, (plafonds à voûte, alcôves, buffet d'attache entre deux niches, cheminées…) subsiste pratiquement intact.
- Malouinière de la Bardoulais[12] (XVIIIe siècle), à Saint-Méloir-des-Ondes.
- Malouinière du Grand Val Ernoul (XVIIIe siècle), à Saint-Méloir-des-Ondes.
- Malouinière de la Fosse-Hingant, à Saint-Coulomb.
- Malouinière de la Grande Gâtinais, à Saint-Coulomb, construction du (XVIIe siècle)
- Manoir de la Giclais, construit par la famille d'armateurs Magon de La Giclais et récupérée après la révolution par Nicolas Surcouf.
- Malouinière de La Haute-Motte (XVIIe siècle), et la motte féodale en La Ville-ès-Nonais
- Malouinière de La Houbarderie, construite en 1712 par un membre de la famille Le Fer de La Gervinais. D'une superficie de 2 000 mètres carrés avec un parc de 7 hectares à Quelmer-La Passagère commune de Saint-Malo
- Malouinière de Launay-Guibert, à Miniac-Morvan, elle portait au XVIe siècle le nom de ses propriétaires,  Launay-Québriac. Au siècle suivant elle était la propriété de la famille Lelarge, armateur originaires de Saint-Malo. La bâtisse actuelle fut construite en 1731 par un Le large, sieur de Launay.
- Malouinière des Longchamps, à Saint-Jouan-des-Guérets (XVIIIe siècle).
- Malouinière de la Mettrie-aux-Louëts, à Saint-Coulomb.
- Malouinière La Chênaie, Lieu-dit  Chesnaye[13], commune de Plesder, Tinténiac (Ille-et-Vilaine). La Chênaie peut dater du milieu du 18e siècle tant son parti architectural emprunte aux caractéristiques des demeures contemporaines appartenant aux armateurs malouins.

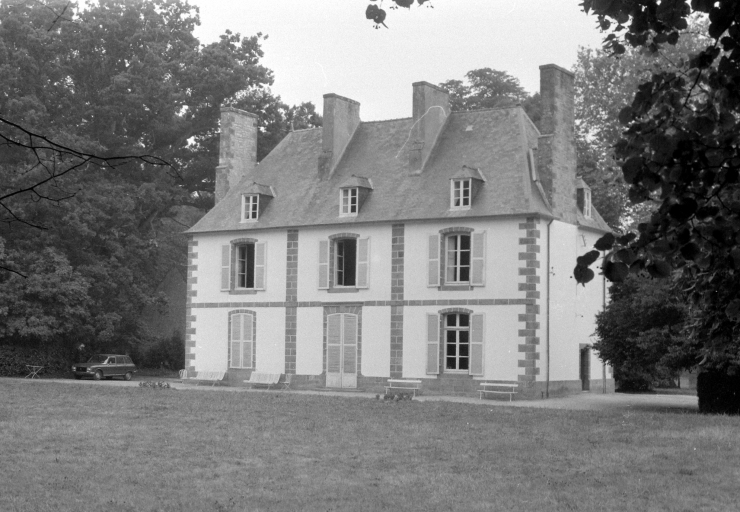
Malouinière de La Chênaie

- La Chenaie Octobre 1924; Malouinière en Plesder.  Pastel dans collection du musée de BretagneMalouinière de La ChênaieMalouinière du Mont Fleuri (XVIIIe siècle).

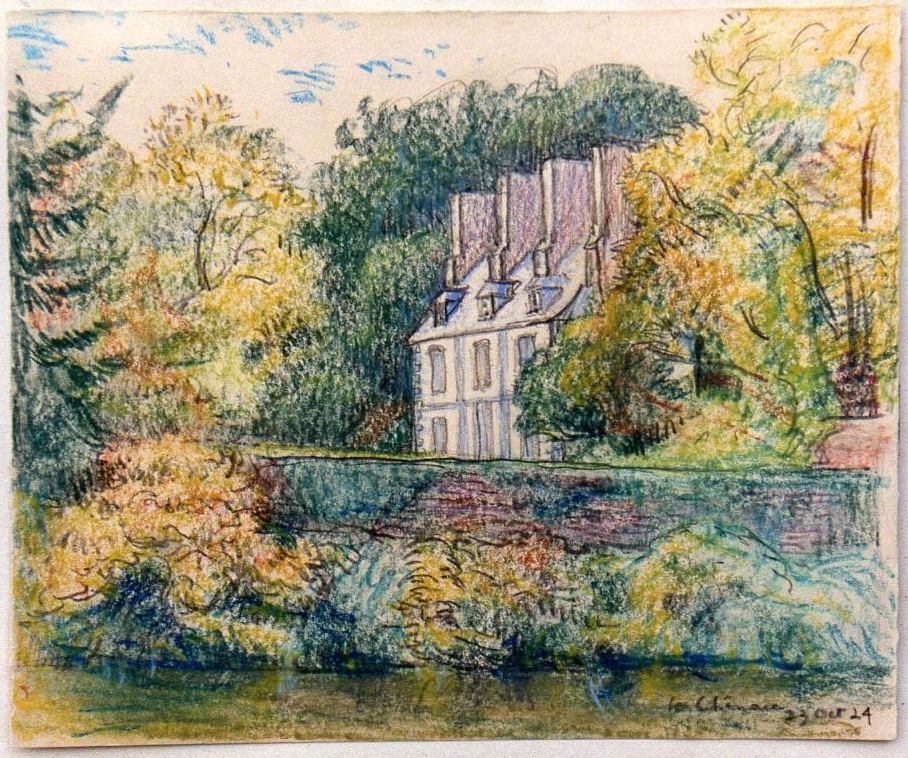
La Chenaie Octobre 1924; Malouinière en Plesder. Pastel dans collection du musée de Bretagne

- Malouinière de La Motte-Jean, à Saint-Coulomb.
- Malouinière Le Valmarin, à Saint-Servan. Possession de l'ancien maire de Saint-Malo Marcel Planchet. Rachetée dans les années 1980 par des particuliers Mme Le Gal qui la transforme en un hôtel.
- Malouinière de La Motte aux Chauff (1660), à Saint-Coulomb.
- Malouinière de L'Ormerie, à Paramé (XVIIIe siècle). Édifice remarquable daté de 1725. Elle appartenait au capitaine Bossinot de Pomphily qui parcourait la mer de Chine pour le compte de la Compagnie des Indes. La famille Bossinot de Pomphily comptait plusieurs procureurs à l'Amirauté et conseillers du Roi. Ceux-ci représentaient l'État et étaient chargés d'évaluer la cargaison des navires à leur retour. Parmi les descendants des Bossinot de Pomphily se trouvent Céleste Buisson de la Vigne, épouse de François-René de Chateaubriand, plusieurs corsaires dont les frères Duhaut-Cilly. Ils sont alliés à diverses familles malouines, les Le Fer, les Guillemaut des Peschers, les Trublet et les Surcouf.
- Malouinière de la Plussinais,  Inscrit MH (1980), chapelle de 1727, jardins, bosquets, à (Saint-Jouan-des-Guérets)
- Malouinière du Puits Sauvage (1720), édifiée à l'emplacement d'un ancien manoir du XVe siècle, au hameau de Saint-Étienne (Saint-Malo).
- Malouinière de Rivasselou, à Paramé (XVIIe siècle). Édifice bâti en 1789, s'inspirant directement du modèle de la malouinière. Le corps central comprend les pièces « nobles » (salon et salle à manger), flanqué de deux pavillons plus bas, cour complètement séparée du jardin par le mur de clôture, architecture symétrique, sans décor. Les pièces du rez-de-chaussée ont conservé leurs lambris Louis XVI.
- Malouinière de la Rivière, à Paramé (XVIIIe siècle). Édifice daté de 1730. Élévations à trois travées séparées par des œils-de-bœuf ovales dans la façade sur cour, cheminées épaulées, linteaux des fenêtres formant larmiers, plan type (entrée dans le hall contenant l'escalier et ouvrant sur la salle-à-manger centrale, flanquée d'une part d'un grand salon, d'autre part de la cuisine avec son tréhory). L'environnement a été modifié dans les années 1820-1830. La salle-à-manger a conservé ses lambris d'origine. Le salon a complètement été modifié au XIXe siècle.

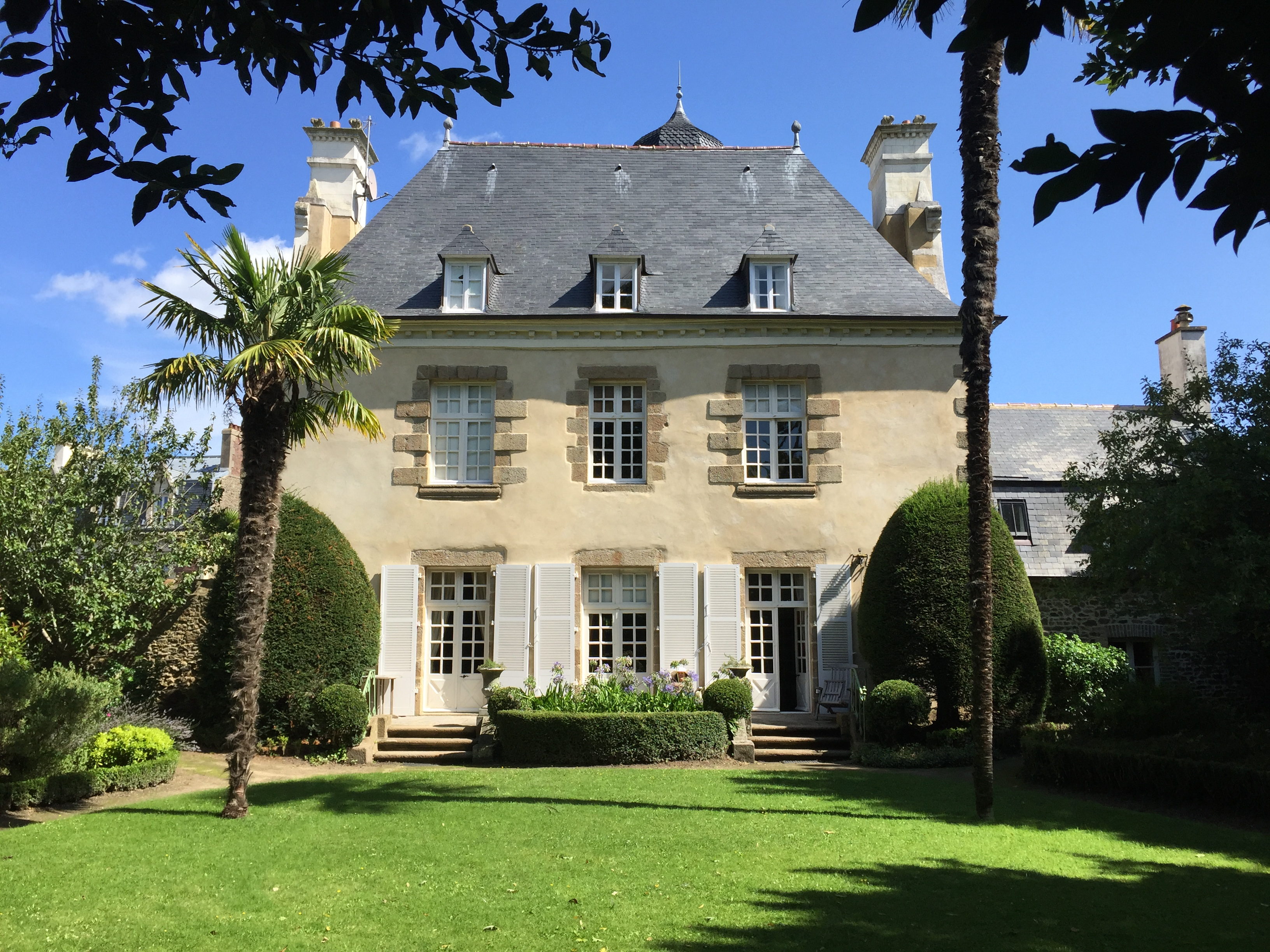
La Verderie, côté jardin.

- Malouinière de la Verderie, à Saint-Servan (XVIIe siècle). Édifice remarquable datant de 1637, représentatif des proto-malouinières. Le plan ramassé en L, avec tour d'escalier octogonale hors-œuvre sur l'arrière du logis révèle l'influence de l'architecture des XVe – XVIe siècles. Sa situation en périphérie de Saint-Malo, la symétrie de la façade sur jardin et les cheminées épaulées, rattachent l'édifice à l'architecture des malouinières. Bien que la demeure ait été remaniée au XVIIIe siècle (boiseries du rez-de-chaussée, ajout d'une extension couverte d'un toit à la Mansart), elle a conservé une partie de ses lambris-cloisons du XVIIe siècle. La construction de la Verderie est attribuée à Noël Danycan, Seigneur de l’Épine, puissant commanditaire de la Compagnie des Indes et l'une des plus importantes fortunes du royaume, qui observait le retour de ses navires du haut de la tour. Logis et jardin sont inscrits à l'Inventaire Supplémentaire des Monuments Historiques.
- Malouinière de la Ville Bague, XVIIIe siècle, à Saint-Coulomb. Parc.
- Malouinière du Vaulérault, Saint-Méloir-des-Ondes, familles Lorgeril puis Dartige du Fournet.
- Malouinière des Courtils-Launay, à Saint-Coulomb, construite par Jean de Launay, corsaire (cf ouvrage Deux corsaires malouins sous le règne de Louis XIV. La guerre de course dans la mer du Sud, par le général de la Villestreux), famille Herbert de La Portbarré.
- Malouinière de Launay-Ravilly, à Saint-Père-Marc-en-Poulet.